# حرکت رفت و برگشتی

تبدیل حرکت رفت برگشتی به حرکت چرخشی

حرکت رفت و برگشتی (به انگلیسی: Reciprocating motion) حرکتی خطی در راستای بالا و پایین یا چپ و راست به صورت پشت سر هم است.
این حرکت در بسیاری از انواع موتورهای رفت و برگشتی و یا پمپها کاربرد دارد.
لنگ عضوی است که حرکت رفت و برگشتی را به حرکت چرخشی به تبدل می‌کند.
برای نمونه در موتور درون‌سوز (که گونه‌ای از موتور رفت و برگشتی است) در اثر فرایند احتراق نیروی رانش به پیستون وارد شده و آن را به حرکت وامی‌دارد و این نیرو به وسیله شاتون (نوعی لنگ) به میل لنگ منتقل شده و منجر به حرکت چرخشی میل لنگ شده و به چرخه‌ای می‌انجامد که همان چرخه حرکت رفت و برگشتی پیستون است.